# Cavo Napoleonico
Le Cavo Napoleonico ou dégorgeoir du Reno (Scolmatore del Reno en italien) est un canal artificiel multifonctions de la plaine émilienne (plaine du Pô) qui relie les fleuves Reno et Pô.
Long de 18 km, il part du Reno peu en aval de Cento (FE) (entre Bologne et Ferrare) et arrive dans le Pô près de Salvatonica di Bondeno (FE), peu en aval de la confluence de la rivière Panaro). De section généralement trapézoïdale, d’une grandeur suffisante pour être en mesure d’écouler jusqu’à 1 000 m3/s ; il est caractérisé par un vaste lit pratiquement horizontal, permettant, sur la plupart de son cours, l'écoulement hydrique bidirectionnel entre les deux fleuves majeurs de la plaine de la région Émilie-Romagne.

## Situation antérieure
La plaine qui s'étend depuis Modène jusqu'à Ravenne, de tout temps, a subi les caprices météorologiques et les crues des fleuves et torrents qui s'y jettent. Cette plaine, nommée dans l'antiquité Valle Padusa (de Padus, nom romain du Pô) n'était qu'un vaste marécage, impropre à la culture, que les Étrusques puis les Romains ont assaini au cours des siècles. Ce n'est qu'à partir du milieu du XVIIIe siècle, par le détournement du Reno dans le Primaro (Cavo Benedettino), puis par le Cavo Napoleonico, que les choses iront en s'améliorant.

## La fonction hydraulique
Sa fonction, en effet, est double :
- celle principale, mais exploitée occasionnellement, en concomitance avec les crues majeures du fleuve Reno, est de dégorgeoir du Reno (son second nom) ;
- celle secondaire, hydrauliquement inique (c'est-à-dire contraire) par rapport à la première, mais exploitée en saison sèche, est celle d'alimenter au moyen d'une sorte de by-pass qui passe sous lui-même, le canal Émilien Romagnol (CER), lorsque tous les cours d'eau de Romagne ont un écoulement insuffisant pour les besoins estivaux de l'agriculture intensive de la très riche plaine d’Émilie-Romagne : dans cette fonction, les portées en alimentation du CER (qui poursuit son cours en coupant la plaine bolonaise et romagnole presque jusqu’au fleuve Uso, où il devra finir dans la mer Adriatique, en passant au fur et à mesure sous toute la série des affluents du même Reno) sont de l’ordre de quelques dizaines de mètres cubes à la seconde.

Le dégorgeoir fonctionne en tant que tel, tant que le Pô n'a pas de crues simultanées avec celles du Reno, en maintenant une charge hydrique inférieure ; en effet, la même section du Canal, évaluée sur les 18 km de longueur, constitue  une sorte de bassin de rétention pouvant contenir des dizaines de millions de mètres cubes d'eau. 
Le fonctionnement se produit en actionnant un double système de cloisons posées au départ du Reno, afin de pouvoir régler avec une bonne précision le trop-plein ; normalement il est suffisant d’« alléger » le Reno de 500-600 m3/s pour garantir une certaine tranquillité à la vallée, car il est difficile (statistiquement improbable) que tous les affluents de la vallée – Idice, Sillaro, Santerno et Senio, même avec le canal Navile et le canal de Savena –, doutés chacun de systèmes de contrôle complexes avec bassins de rétention, soient en même temps en crue maximale.
La fonction d'alimentation du canal Émilien Romagnol (CER), par contre, se fait par un système analogue de cloisons, adjoint à un système de pompage des eaux du Pô.

## Signes historiques
Comme conception de canal de dégorgement des grandes crues du Reno, le canal naît au début du XIXe siècle, plus précisément en 1807, justement sous la domination de Napoléon Bonaparte, à qui les bolonais avaient demandé de pourvoir définitivement à la régulation hydraulique du fleuve Reno, dont les désastreuses crues causaient de très grands dégâts dans la plaine, même après la réalisation du Cavo Benedettino qui déviait les eaux dans l'ancien lit du Pô di Primaro puis dans la mer. Par conséquent, à la localité de Sant'Agostino, là où le Reno bifurque brusquement vers l’est, fut creusé un premier canal dans le but de dériver les eaux du Reno dans le Panaro et ensuite dans le Pô. Mais avec le déclin de Napoléon, en 1814 les travaux furent abandonnées. C’est seulement dans la décennie de 1954-1963 que le projet fut repris, parce qu'entre-temps le Reno avait débordé au niveau de Poggio Renatico deux fois en trois années (1949 et 1951).
Il s’agit d'une œuvre, donc, beaucoup plus vaste et imposante que ce qui, évidemment, avait été projeté à l’époque napoléonienne, mais, de toute façon garda le nom de l’empereur français comme repère.
Si dans la fonction primaire de dégorgeoir, le Cavo Napoleonico a une origine plutôt ancienne, dans la fonction secondaire d'alimentateur estival du C.E.R.  (fonction définie au milieu des années 1960), place le C.E.R, dont la construction, débutée en 1956, sera complètement achevée quand il débouchera dans le fleuve Uso.